# Courtemaux
Courtemaux és un municipi francès, situat al departament del Loiret i a la regió de Centre – Vall del Loira. L'any 2007 tenia 273 habitants.

## Demografia

### Població
El 2007 la població de fet de Courtemaux era de 273 persones. Hi havia 107 famílies, de les quals 24 eren unipersonals (12 homes vivint sols i 12 dones vivint soles), 46 parelles sense fills, 29 parelles amb fills i 8 famílies monoparentals amb fills.
La població ha evolucionat segons el següent gràfic:
Habitants censats

### Habitatges
El 2007 hi havia 187 habitatges, 112 eren l'habitatge principal de la família, 70 eren segones residències i 6 estaven desocupats. 184 eren cases i 1 era un apartament. Dels 112 habitatges principals, 100 estaven ocupats pels seus propietaris, 8 estaven llogats i ocupats pels llogaters i 3 estaven cedits a títol gratuït; 1 tenia dues cambres, 19 en tenien tres, 37 en tenien quatre i 55 en tenien cinc o més. 96 habitatges disposaven pel capbaix d'una plaça de pàrquing. A 47 habitatges hi havia un automòbil i a 58 n'hi havia dos o més.

### Piràmide de població
La piràmide de població per edats i sexe el 2009 era:
| Homes | Edats   | Dones |
| ----- | ------- | ----- |
| 0     | 95 o +  | 0     |
| 4     | 90 a 94 | 0     |
| 8     | 85 a 89 | 0     |
| 0     | 80 a 84 | 4     |
| 8     | 75 a 79 | 12    |
| 0     | 70 a 74 | 8     |
| 8     | 65 a 69 | 4     |
| 8     | 60 a 64 | 8     |
| 12    | 55 a 59 | 8     |
| 8     | 50 a 54 | 16    |
| 0     | 45 a 49 | 8     |
| 4     | 40 a 44 | 0     |
| 4     | 35 a 39 | 8     |
| 8     | 30 a 34 | 12    |
| 0     | 25 a 29 | 0     |
| 4     | 20 a 24 | 4     |
| 16    | 15 a 19 | 4     |
| 4     | 10 a 14 | 4     |
| 8     | 5 a 9   | 4     |
| 12    | 0 a 4   | 4     |

## Economia
El 2007 la població en edat de treballar era de 167 persones, 114 eren actives i 53 eren inactives. De les 114 persones actives 105 estaven ocupades (60 homes i 45 dones) i 9 estaven aturades (2 homes i 7 dones). De les 53 persones inactives 21 estaven jubilades, 16 estaven estudiant i 16 estaven classificades com a «altres inactius».

### Ingressos
El 2009 a Courtemaux hi havia 114 unitats fiscals que integraven 284,5 persones, la mediana anual d'ingressos fiscals per persona era de 16.989 €.

### Activitats econòmiques
Dels 16 establiments que hi havia el 2007, 4 eren d'empreses de construcció, 5 d'empreses de comerç i reparació d'automòbils, 2 d'empreses de transport, 1 d'una empresa d'hostatgeria i restauració, 1 d'una empresa d'informació i comunicació i 3 d'empreses de serveis.
Dels 5 establiments de servei als particulars que hi havia el 2009, 1 era un paleta, 3 fusteries i 1 restaurant.
L'any 2000 a Courtemaux hi havia 7 explotacions agrícoles que ocupaven un total de 833 hectàrees.

## Poblacions més properes
El següent diagrama mostra les poblacions més properes.